# Tour Ušće
 (avril 2022).

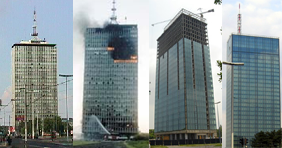
La Tour Ušće, évolution

La Tour Ušće, en serbe Кула Ушће/Kula Ušće, est le plus haut édifice de Belgrade, la capitale de la Serbie. Elle est située dans le quartier du Blok 16 dans la municipalité de Novi Beograd.
Construite en 1964, la tour en verre domine le confluent de la Save et du Danube. À l'origine, elle mesurait 105 m et servait de quartier général pour le Comité central du Parti communiste de Yougoslavie ; la tour, considérée comme le symbole de la période titiste, était familièrement surnommée « la tour CK » (prononcer : Tsé-Ka), « Comité Central ». Dans les années 1990, elle a été utilisée par le Parti socialiste de Serbie, puis, plus tard dans la même décennie, trois chaînes de télévision s'installèrent dans quelques étages de la tour.
Le 21 avril 1999, au cours de la guerre du Kosovo, elle a été endommagée par les frappes aériennes de l'OTAN. Les travaux de reconstruction ont commencé en 2003 et se sont achevés en 2005 ; ils ont permis de surélever la tour de quelques mètres. L'aspect général a été modifié par une généralisation du verre sur les façades de l'immeuble, ce qui lui confère un aspect plus contemporain.
La tour rénovée est désormais désignée sous le nom de « tour Ušće I ». En effet, les travaux effectués se sont inscrits dans un plus vaste projet. L'immeuble est désormais loué à des organismes privés. La construction d'un centre commercial, situé en face de la tour Ušće 1, a commencé en décembre 2006 ; avec 120 000 m2, il deviendra l'un des plus importants de la Serbie. Mais ce qu'on appelle désormais le « complexe Ušće » doit être complété vers 2010 par la construction d'une autre tour, jumelle de la tour Ušće 1.